# Alba Albaladejo
Alba Albaladejo Sánchez (Ingenio, 4 de junio de 1988) es una exjugadora de balonmano, internacional con España.

## Trayectoria
Criada en la escuela deportiva de su pueblo, dejó su escuela de base para irse a las categorías inferiores del Rocasa, en cadete de primer año. Fue parte de aquella generación canaria que arrasó en los campeonatos de España de clubes y selecciones, consiguiendo 6 entorchados entre ambos.
Siendo juvenil de primer año, en 1994, debutó en División de Honor con el conjunto canario absoluto.
La primera línea fue miembro de los dos primeros títulos de la entidad canaria: la Copa de la Reina en la temporada 2014/15, tras varias temporadas en las que se proclamaron subcampeonas y la EHF European Cup, en la temporada 2015/16.
Aunque fue una habitual en las selecciones de formación (57 partidos con la júnior y 10 con la juvenil, en los que anotó 183 goles) no llegó a debutar con la selección española absoluta. Ostenta (a fecha 27 de febrero de 2025) el número máximo de internacionalidades con la selección júnior española y fue medalla de plata en el Europeo de la categoría del 2007 en un equipo dirigido por Sagrario Santana en el que coincidió con otras cuatro jugadoras canarias: María Núñez, María Luján, Cristina Luján y Yamiley Rodríguez.
Tras la temporada 2015/16, se retiró de las pistas por no poder compatibilizar su dos profesiones: la enfermería y el balonmano. Estuvo a punto de volver a jugar tras las bajas de Almudena Rodríguez y María González pero su incorporación no se produjo al final.
Aparece con el apellido Albaladejo en algunas publicaciones. En otras como Albadalejo.

## Títulos y reconocimientos

### Clubes
- 1 x EHF Challenge Cup (2015/16)[10]
- 1 x Copa de la Reina (2014/15)[11]

### Selección española
- 1 x  Medalla de plata Campeonato de Europa Júnior 2007.[3]

## Vida
Alba es enfermera y sufrió una fuerte depresión en 2013. Declara que se quedó con las ganas de haber jugado en el extranjero.